# Gagetown
Gagetown – wieś w Stanach Zjednoczonych, w stanie Michigan, w hrabstwie Tuscola.